# Estrées-Mons
Estrées-Mons is een gemeente in het Franse departement Somme (regio Hauts-de-France) en telt 585 inwoners (2005). De plaats maakt deel uit van het arrondissement Péronne.

## Geografie
De oppervlakte van Estrées-Mons bedraagt 15,3 km², de bevolkingsdichtheid is 38,2 inwoners per km².
De onderstaande kaart toont de ligging van Estrées-Mons met de belangrijkste infrastructuur en aangrenzende gemeenten.

## Demografie
Onderstaande figuur toont het verloop van het inwonertal (bron: INSEE-tellingen).

1. ↑  Populations de référence 2022.